# 中国民主同盟云南省委员会
中国民主同盟云南省委员会，简称民盟云南省委，是中国民主同盟在云南省的地方组织。

## 历史沿革
1943年4月，中国民主政团同盟云南地方组织筹备小组成立。罗隆基、潘光旦、周新民、潘大逵、唐筱蓂担任筹备委员。1943年5月，中国民主政团同盟昆明支部正式成立。罗隆基担任主任委员。1944年10月1日盟员大会决定更名为中国民主同盟云南省支部，并选举罗隆基、潘光旦、周新民、潘大逵、李公朴、曾昭抡、辛毅、吴晗、杨怡士为执行委员。1945年12月23日召开第一次盟员大会，选举楚图南、冯素陶、费孝通、闻一多、杜迈之、潘光旦、王振华、赵沨、杨维骏、刘宝煊、杨一波为执行委员。1946年7月，李公朴、闻一多先后被杀害，中国民主同盟云南省支部机关被查封，其组织工作被迫转入地下。1947年，民盟中央派张默涛赴云南加强工作，成立民盟云南临时工作委员会，坚持地下斗争。1950年2月，民盟西南总支部任命苏鸿纲等15人组成民盟云南省支部临时工作委员会。1953年4月23日，召开民盟云南省第二次盟员代表大会，选举产生中国民主同盟云南省支部第二届委员会。1956年4月，召开民盟云南省第三次盟员代表大会，选举产生中国民主同盟云南省第三届委员会。

## 机构设置
- 办公室
- 组织部
- 宣传部
- 参政议政部
- 社会工作部
- 研究室

## 职责
按照中共云南省委编委、省委统战部合发云编〔1996〕39号文件《关于印发中国民主同盟云南省委机关机构改革方案的通知》的规定，其主要职责是：
1. 贯彻执行中共中央、中共云南省委的有关方针政策民盟中央、民盟省委的各项决议、决定、工作计划，承担交办的其他事项。
2. 负责全省各级盟组织的组织建设及后备干部队伍建设工作。
3. 负责全省各级盟组织的思想建设工作。
4. 负责组织民盟省委有关政治协商、民主监督、参政议政等工作；负责开展调查研究工作，向政府有关部门反应情况并提出建议。
5. 负责组织各基层组织和广大盟员为“两个文明”建设服务，为我省的工农业、科技、教育事业的发展，为各自所在单位的建设和发展献计出力，开展智力支边扶贫工作。
6. 负责做好与盟员有联系的“三胞”及海外亲友的联谊工作。

## 历届委员会

### 第一届
- 任期：1945年12月－1946年7月
- 主任委员：楚图南
- 执行委员：楚图南、冯素陶、费孝通、闻一多、杜迈之、潘光旦、王振华、赵沨、杨维骏、刘宝煊、杨一波
- 候补执行委员：杨明、潘大逵、姜震中、陆钦墀、夏康农

### 第二届
- 任期：1953年4月－1956年4月
- 主任委员：苏鸿纲
- 副主任委员：寸树声、方仲伯、杨明

### 第三届
- 任期：1956年4月－1959年2月
- 主任委员：寸树声
- 副主任委员：方仲伯、杨明、杜棻、竺良甫

### 第四届
- 任期：1959年2月－1962年8月
- 主任委员：寸树声
- 副主任委员：杨明、杜棻、竺良甫

### 第五届
- 任期：1962年8月－1980年2月
- 主任委员：寸树声
- 副主任委员：杨明、杜棻、竺良甫

### 第六届
- 任期：1980年2月－1984年12月
- 主任委员：杨明
- 副主任委员：方仲伯、杜棻、吴征镒、朱彦丞、王源璋、杨维骏

### 第七届
- 任期：1984年12月－1988年5月
- 主任委员：杨明
- 副主任委员：杜棻、王源璋、杨维骏、高国泰、袁德政、孟如

### 第八届
- 任期：1988年5月－1992年8月
- 主任委员：杨明
- 副主任委员：杨维骏、高国泰、袁德政、孟如、陈永民、高晓宇

### 第九届
- 任期：1992年8月－1997年5月
- 主任委员：杨明
- 副主任委员：杨维骏、陈永民、孟如、高晓宇、周曾敏、廖鸿志、倪慧芳

### 第十届
- 任期：1997年5月－2002年5月
- 主任委员：高晓宇
- 副主任委员：孟如、周曾敏、廖鸿志、倪慧芳、施哲

### 第十一届
- 任期：2002年5月－2007年6月
- 主任委员：高晓宇
- 副主任委员：陈龙江、廖鸿志、倪慧芳、施哲、戴抗、邹丽春、肖宪、毕励

### 第十二届
- 任期：2007年6月－2012年6月
- 主任委员：倪慧芳
- 副主任委员：廖鸿志、施哲、戴抗、邹丽春、肖宪、毕励、徐彬（2010年8月增补）、徐宁（2010年8月增补）

### 第十三届
- 任期：2012年6月－2017年6月
- 主任委员：倪慧芳
- 副主任委员：施哲、肖宪、徐彬、徐宁、刘吉开、梅妍、李江虹、刘亮

### 第十四届
- 任期：2017年6月－2022年5月
- 主任委员：徐彬
- 副主任委员：梅妍、李江虹、刘亮、夏静、朱旗、柳清菊、李英杰（专职）、杨斌
- 秘书长：李英杰（兼）

### 第十五届
- 任期：2022年5月－
- 主任委员：徐彬
- 副主任委员：梅妍、李江虹、李英杰、杨斌、陈穗云、潘波、殷国俊、陈流